# A (álbum)
| Críticas profissionais | Críticas profissionais |
| Avaliações da crítica  | Avaliações da crítica  |
| Fonte                  | Avaliação              |
| ---------------------- | ---------------------- |
| Allmusic               | 3 de 5 estrelas.       |

A é o décimo terceiro álbum de estúdio da banda Jethro Tull. Foi lançado em 29 de agosto de 1980 no Reino Unido e em 1 de setembro do mesmo ano nos Estados Unidos da América. O álbum foi gravado no verão de 1980 usando os estúdios Maison Rounge Mobile e Maison Rouge Studios em Fulham, Londres. Eddie Jobson foi convidado para a gravação, tocando teclados e violino elétrico.
A foi gravado e planejado para ser um álbum solo de Ian Anderson, mas a gravadora do Jethro Tull, a Chrysalis Records, então passando por dificuldades financeiras, pediu que ele fosse creditado como um álbum da banda.

## Faixas
1. "Crossfire" - 3:55
2. "Fylingdale Flyer" - 4:35
3. "Working John, Working Joe" - 5:04
4. "Black Sunday" - 6:35
5. "Protect and Survive" - 3:36
6. "Batteries Not Included" - 3:52
7. "Uniform" - 3:34
8. "4.W.D. (Low Ratio)"  - 3:42
9. "The Pine Marten's Jig" - 3:28
10. "And Further On" - 4:21

A edição de 2004 também inclui o DVD "Slipstream".

## Músicos
- Ian Anderson - flauta, vocais
- Martin Barre - guitarra
- Mark Craney - bateria
- Dave Pegg - baixo
- Eddie Jobson - teclado, violino elétrico